# Leptophyoides
Leptophyoides is een geslacht van rechtvleugeligen uit de familie sabelsprinkhanen (Tettigoniidae). De wetenschappelijke naam van dit geslacht is voor het eerst geldig gepubliceerd in 1961 door Willemse.

## Soorten
Het geslacht Leptophyoides  is monotypisch en omvat slechts de volgende soort:
- Leptophyoides novaeguineae (Willemse, 1961)